# Balingsta församling
Balingsta församling är en församling i Balingsta pastorat i Upplands västra kontrakt i Uppsala stift. Församlingen ligger i Uppsala kommun i Uppsala län.

## Administrativ historik
Församlingen har medeltida ursprung.
Församlingen utgjorde till 1 maj 1923 ett eget pastorat. Från 1 maj 1923 var församlingen moderförsamling i pastoratet Balingsta, Hagby och Ramsta som från 1962 även omfattar Uppsala-Näs, Västeråkers och Dalby församlingar.

## Kyrkor
- Balingsta kyrka